# Marie-Bénédicte Diethelm
Marie-Bénédicte Diethelm, née en 1963 en France, est une doctoresse en littérature et en droit. Spécialiste de l'écrivaine Claire de Duras et des écrivains Honoré de Balzac, François-René de Chateaubriand et Astolphe de Custine.
Chercheur associé (UMR 8599, CNRS/Sorbonne Université), elle est membre du Groupe d’Études Balzaciennes, du comité de direction de la Société Chateaubriand et du comité de direction de la Société des amis de Custine.
Au XXIe siècle, Marie-Bénédicte Diethelm a contribué à faire redécouvrir la romancière Claire de Duras, dont elle est l'éditrice scientifique.
En 2016, elle reçoit le prix Sévigné pour la publication des Lettres d'Alexandre de Humboldt à Claire de Duras.

## Éditions scientifiques principales
- Astolphe de Custine, Aloys ou le Religieux du Mont-Saint-Bernard, éd. Classiques Garnier, 2024.
- Claire de Duras, Œuvres romanesques, Gallimard, coll. « Folio Classique », 9 mars 2023, 619 p. (ISBN 978-2-07-299375-6)

- Honoré de Balzac, L’Interdiction, Éditions Manucius, 2021.
- Augustine Dudon, La Nouvelle Ourika ou Les avantages de l'éducation, Paris, L'Harmattan, coll. « Autrement Mêmes », 2021, 188 p. (ISBN 978-2-343-24578-2).
- François-René de Chateaubriand, Delphine de Custine et Claire de Duras, L'Amante et l'Amie : Lettres inédites (1804-1828), Paris, Gallimard, 12 décembre 2017, 692 p. (ISBN 978-2-070-14703-8).
- Alexandre de Humboldt, Lettres à Claire de Duras (1814-1828), Manucius, coll. « Littera », 19 mai 2016, 318 p. (ISBN 978-2-845-78464-2).
- Horace-Napoléon Raisson, Une blonde, Paris, Le Sagittaire, 31 mars 2013, 244 p. (ISBN 978-2-917-20222-7).
- Honoré de Balzac, La Messe de l’athée, Éditions Manucius, 2013.
- Claire de Duras, Mémoires de Sophie : suivi de Amélie et Pauline, Paris, Manucius, coll. « Littera », 2011, 203 p. (ISBN 978-2-845-78136-8).
- Claire de Duras, Ourika. Édouard. Olivier ou le Secret, Gallimard, coll. « Folio Classique », 5 juillet 2007, 416 p. (ISBN 978-2-070-30988-7) .
- Honoré de Balzac (en collaboration avec Auguste Le Poitevin de l’Égreville), L’Anonyme ou Ni père ni mère, Paris-New-York, Le Passage, 2003. Texte présenté, établi et annoté par Marie-Bénédicte Diethelm.

## Annexe